# Aravis (blindé)
Pour les articles homonymes, voir Aravis (homonymie).
L'Aravis est un véhicule de transport de troupes  tout-terrain à quatre roues motrices, conçu et fabriqué par la société française Nexter Systems. Sa désignation dans l'armée française est VBHP (véhicule blindé hautement protégé).

## Historique
Ce véhicule a été développé sur fonds propres par Nexter et est basé sur le châssis du camion allemand Unimog U5000. Il a été présenté au public lors du salon Eurosatory le 16 juin 2008.
Le 16 avril 2009, dans le cadre du « plan de relance économique de la France », le ministère de la défense a commandé quinze Aravis, destinés aux soldats du génie servant en Afghanistan, pour accompagner les Buffalo et les Souvim déjà présents sur le terrain. Le montant du contrat est de vingt millions d'euros. L'Aravis est équipé d'une tourelle téléopérée avec mitrailleuse de calibre 12,7 mm, semblable à celles équipant déjà les VAB TOP, et la livraison est prévue fin 2009. Le 13e régiment du génie a été chargé de leur déploiement. Ils doivent être mis en vente en 2027.
Onze exemplaires ont équipé les unités du génie militaire des forces françaises en Afghanistan à partir de la fin du mois de septembre 2010. Sur les quinze exemplaires reçus, un a été accidenté en Afghanistan le 11 novembre 2010. Quatorze sont indiqués en parc en 2011; 15 au 31 décembre 2012 et 14 au 31 décembre 2013. Le coût unitaire du maintien opérationnel
en 2013 est de 125 000 euros.

## Caractéristiques

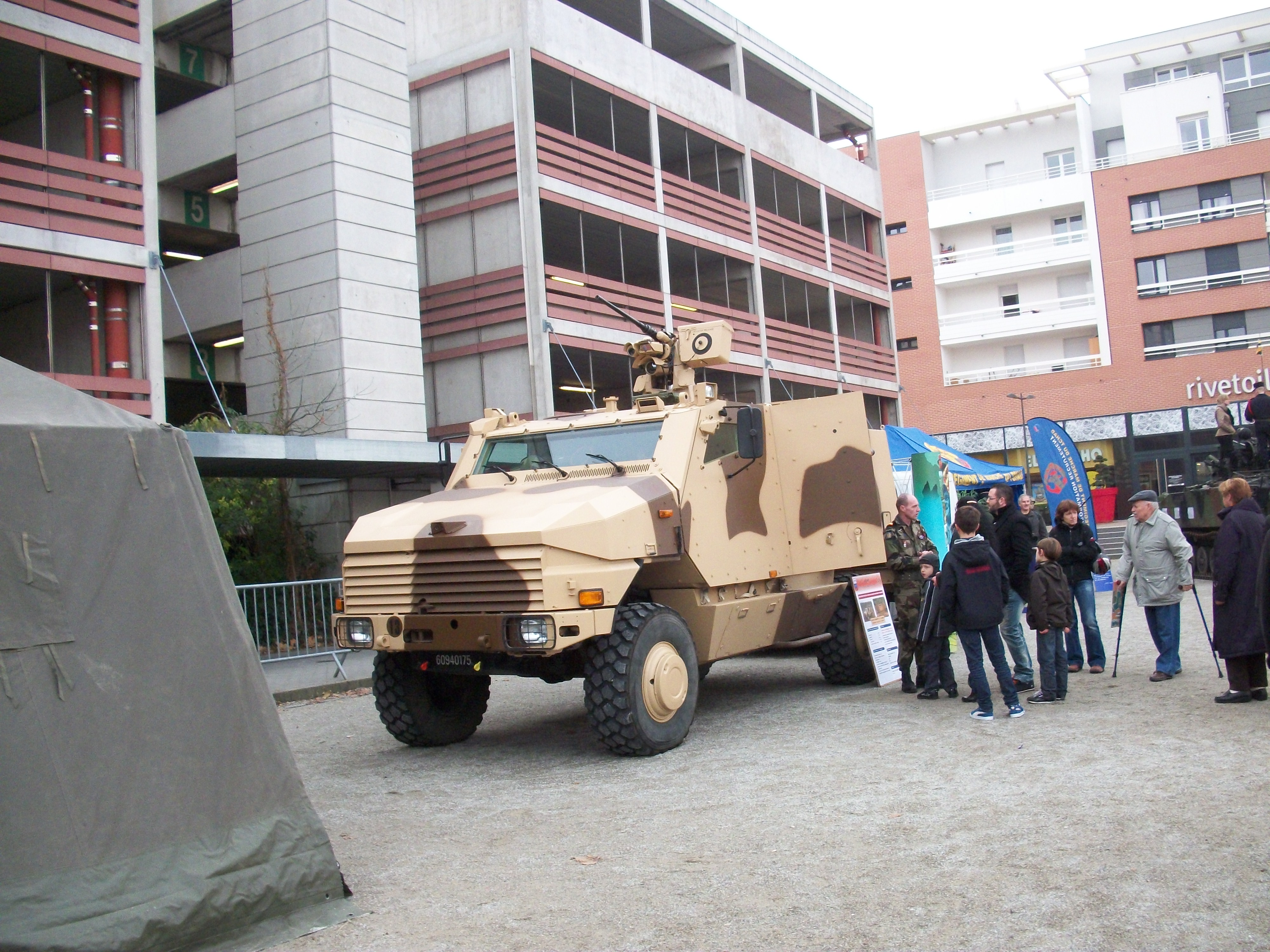
Présentation publique par le 13e régiment de Génie en 2010.

Cet engin de 12,5 tonnes en ordre de combat peut transporter jusqu’à sept militaires avec leur équipement en plus du chauffeur. Il est aéro-transportable dans des avions C-130, A400M et C-17.
Son blindage correspond au standard STANAG 4569 niveau 4, aussi bien pour les projectiles cinétiques, que pour les mines et les shrapnel's. Il est ainsi résistant aux balles perforantes de mitrailleuse de 14,5 × 114 mm, aux mines terrestres de 10 kg explosant en dessous de la coque du véhicule et aux fragments d'obus d'artillerie de 155 mm à 30 m. Les essais ont montré qu'il résistait à une charge explosive de 50 kg placée à une distance de 5 m.
Équipé d'un moteur Diesel Mercedes-Benz de 218 ch, couplé à une transmission automatique, sa vitesse maximale est de 100 km/h et son autonomie est de 750 km.
Il peut être équipé d'armements divers, allant jusqu'à un canon-mitrailleur de 20 mm couplé avec une mitrailleuse coaxiale de 7,62 mm montés sur un tourelleau téléopéré.
Avec peu de surfaces vitrées autres que le grand pare-brise, l'Aravis dispose de 7 caméras, offrant à l'équipage une vision panoramique complète et permanente. Il est équipé en série d'un système de roulage à plat et d'une gestion centralisée de la pression des pneumatiques.

## Versions
L'Aravis n'est proposé qu'en une seule version, mais avec différents aménagements, de 5 à 8 places, et options d'armement, notamment des tourelles téléopérées :
- Panhard WASP (mitrailleuse FN MAG de 7,62 mm) ou WASP Milan-ER (FN MAG + Missile Antichar Milan-ER).
- Kongsberg M151 (Mitrailleuse M2 Browning de 12,7 mm ou lance-grenades automatique Mk19 de 40 mm).
- Nexter ARX20 (canon mitrailleur M621 de 20 mm), en livrée maintien de la paix, pour le Gabon[12].

Les aménagements intérieurs disponibles couvrent différents types de missions, parmi lesquelles le transport d'équipe du génie, poste de commandement, ambulance, observateurs d'artillerie, et même transport de VIP.

## Utilisateurs
- Arabie saoudite : 73. Un contrat a été signé en 2011 avec l'Arabie saoudite pour une première commande ferme de 73 véhicules à 600 000 € pièce[13] et les négociations se poursuivent pour une commande ultérieure variant « entre 100 et 200 véhicules » a confirmé Laurent Collet-Billon, Délégué général pour l’armement[14]. Cet armement est notamment engagé lors de la guerre au Yémen[15]. Selon SIPRI, il y a eu 2 ventes de Aravis pour un total de 264 (73 + 191 moteurs allemands vendus)[16].
- France -  Armée de terre : 15. La DGA a notifié le 16 avril 2009 à Nexter Systems une commande de 15 Aravis[17]pour un montant de 20 millions d'euros, dont 15 dans le cadre du Plan de relance de l'économie française[18]. Ils doivent être mis en vente en 2027[5].
- Gabon : 8. En octobre 2014, Nexter a annoncé la vente de 12 Aravis équipés de tourelles téléopérées ARX20 au Gabon, pour notamment équiper les unités déployées en Centrafrique au sein de la Minusca[19]. Huit seront effectivement réceptionnés et tous affectés à la Garde Républicaine[20].